# Droga wojewódzka nr 337
Droga wojewódzka nr 337 (DW337) – droga wojewódzka w województwie dolnośląskim. Na mocy zarządzenia Generalnego Dyrektora Dróg Krajowych i Autostrad z 17 grudnia 2020 roku w całości znajduje się na obszarze miasta Jelenia Góra, stanowiąc obwodnicę Maciejowej.

## Dawny przebieg
Do 2019 roku droga miała około 0,9 km długości. Łączyła stację kolejową Wrocław Pracze z drogą wojewódzką 336, biegnąc w całości ul. Stabłowicką we Wrocławiu.
Na całej długości odcinek ten został pozbawiony kategorii drogi wojewódzkiej oraz przeklasyfikowana na drogę gminną.

## Miejscowości leżące przy trasie DW337
- Jelenia Góra (DK5; do kwietnia 2025 r. DK3)

### Poprzedni przebieg
- Wrocław